# Maurice Steger
Pour les articles homonymes, voir Steger.
Maurice Steger, né en 1971 à Winterthour (Suisse), est un flûtiste à bec et un directeur musical suisse.

## Biographie
Outre les nombreux concerts qu'il donne (notamment avec l'Orchestre philharmonique de Berlin, l'Akademie für Alte Musik Berlin, The English Concert, Europa Galante, les Violons du Roy, I Barocchisti, l'Orchestre de chambre de Zurich, au théâtre du Châtelet à Paris, à l'Académie Sainte-Cécile de Rome ou au Wigmore Hall de Londres), Maurice Steger se consacre à des programmes aux concepts innovants (entre autres la musique de fées pour les enfants Tino Flautino) et à la production de CD (Harmonia Mundi, Deutsche Grammophon et Claves). Il donne régulièrement des classes de maître internationales.
Maurice Steger s'est produit avec des musiciens célèbres : Thomas Quasthoff, Dorothea Röschmann, Hilary Hahn, Laurence Cummings, Rainer Kussmaul, Igor Oistrakh, Marcus Creed, Jörg Färber, Fabio Biondi, Sandrine Piau, Andrew Manze, Sol Gabetta et Diego Fasolis, Albrecht Mayer et Ruth Ziesak.
Il est l'un des spécialistes de la musique de Giuseppe Sammartini.

## Discographie
- Una follia di Napoli (Harmonia Mundi 2012)
- Mr. Corelli in London (Harmonia Mundi 2010)
- Venezia 1625 (Harmonia Mundi 2009)
- Sammartini, Sonate per flauto e basso continuo (Harmonia Mundi 2007)
- Telemann; Blockflöten-Werke (Harmonia Mundi 2006)
- Telemann; Solos & Trios
- Vivaldi; Concerti
- La Castella
- An English Collection
- An Italian Ground